# Bracon elegantissimus
Bracon elegantissimus är en stekelart som beskrevs av Granger 1949. Bracon elegantissimus ingår i släktet Bracon och familjen bracksteklar. Inga underarter finns listade.